# Robin Gartner
Robin Gartner, född 7 november 1988, är en svensk professionell ishockeyspelare, som tidigare har spelat för bland annat IK Oskarshamn, Mora IK och Leksands IF. På 99 matcher i Hockeyallsvenskan för Mora IK, så gjorde han 54 poäng. 2011/12 stod han för 28 poäng. Tredje bästa poäng-plockande back i Hockeyallsvenskan. Säsongen 2012/2013 spelade Robin Gartner i Örebro HK, numera spelar han för Karlskrona HK i SHL.

## Klubbar
- IK Oskarshamn (2007/2008 - 2008/2009)
- Mora IK (2009/2010 - 2011/2012)
- Örebro HK (2012/2013 - 2013/2014)
- Leksands IF (2014/2015)
- Karlskrona HK (2015/2016 - )